# Ada Bruhn Hoffmeyer
Ada Bruhn Hoffmeyer (Roskilde, 1º dicembre 1910 – 8 agosto 1991) è stata un'archeologa e curatrice d'arte danese.

## Biografia

### Le origini e gli studi
Era la figlia del commissario di polizia danese Lauritz J. Bruhn (1883 - 1960) e di Alfa Karen Margrethe Larsen (1883 - 1959).
Fin dalla sua infanzia, Bruhn era interessata a studiare l'archeologia e, dopo essersi diplomata alla Roskilde Katedralskole nel 1929, scelse di studiare l'archeologia classica.

### La carriera accademica
Dal 1934 al 1939 è stata impegnata in vari lavori di museo e biblioteca presso Ny Carlsberg Glyptotek. Allo stesso tempo, ha fatto diversi viaggi di studio in Europa con fondi concessi da Ny Carlsbergfondet. Ha ottenuto un soggiorno di studio presso l'istituto archeologico svedese di Roma. Sulla base di questo viaggio ha scritto, tra le altre cose, Oltos and Early Greek Vase Painting pubblicato nel 1943.
Nel 1939 venne assunta come assistente museale al Krigsmuseet, dove nel 1942 era diventata ispettrice e capo del dipartimento per le armi storiche. Dopo questa esperienza, si concentrò principalmente sulla sua ricerca delle epoche medievali. La sua carriera archeologica era principalmente lo studio della storia delle armi.
Nel 1945 venne laureata con il dottorato della filosofia con la sua tesi Middelalderens tveæggede sværd. Nel periodo tra il 1942 ed il 1962 continuò a viaggiare ed a studiare in Europa e negli Stati Uniti d'America. Nel corso della sua carriera, è stata molto produttiva e ha pubblicato numerosi articoli e recensioni sulle riviste specializzate. Ha anche scritto articoli di lessico per Kulturhistorisk Leksikon for nordisk middelalder.
Durante la sua permanenza al Tøjhusmuseet, era una delle dipendenti più laboriosa, sia per il suo approccio di lavoro competente, sia per la sua femminilità. La sua posizione non era consuetudine per una donna, ed alcuni dei suoi colleghi maschi avrebbero potuto trovarla un po' troppo ambiziosa.
Bruhn era stata la prima in un contesto storico-museale che ha coinvolto delle istituzioni affinché i musei offrissero delle strutture espositive speciali per i bambini.
Si è ritirata dal Tøjhusmuseet nel 1959, presumibilmente a causa di dispute interne e di un clima lavorativo scarso.
| Controllo di autorità | VIAF (EN) 19706968 · ISNI (EN) 0000 0000 7971 4583 · BAV 495/15650 · LCCN (EN) n87877129 · GND (DE) 1157171648 |